# دورن-دورکهایم
دورن-دورکهایم (به آلمانی: Dorn-Dürkheim) یک شهر در آلمان است که در ماینتس-بینگن واقع شده‌است. دورن-دورکهایم ۹۲۹ نفر جمعیت دارد.